# تاریخ سیاسی
تاریخ سیاسی (به انگلیسی: Political history)،
تاریخ سیاسی روایت و تجزیه و تحلیل رویدادهای سیاسی، ایده‌ها، جنبش‌ها، ارگان‌های دولتی، رای‌دهندگان، احزاب و رهبران است. این رشته که با زمینه‌های دیگر تاریخ، به ویژه تاریخ دیپلماتیک، و همچنین تاریخ قانون اساسی و تاریخ عمومی پیوند دارد.
تاریخ سیاسی مطالعهٔ ساختار و عمل‌کرد قدرت در جوامع بزرگ است. با تمرکز کردن بر نخبگان در قدرت، تأثیر آنان بر جامعه، بر واکنش توده پسند، و در روابط با نخبگان در دیگر تاریخ اجتماعی، که عمدتاً بر اقدامات و شیوه زندگی مردم عادی تمرکز دارد، یا تاریخ مردم، که کار تاریخی از دیدگاه مردم عادی است.
در دو دههٔ ۱۹۷۵ تا ۱۹۹۵، نسبت استادان تاریخ در دانشگاه‌های آمریکایی که کار آن‌ها در پیوند با تاریخ اجتماعی شناخته شده از ۳۱ درصد به ۴۱ درصد افزایش یافته، و نسبت مورخان سیاسی از ۴۰٪ به ۳۰٪ کاهش یافته است. در بخش تاریخ دانشگاه‌های بریتانیایی و ایرلندی در سال ۲۰۱۴، از ۳۴۱۰ نفراعضای هیئت علمی گزارش دهنده، ۸۷۸ نفر (۲۶٪) خود را دست‌اندرکار با تاریخ اجتماعی دانسته، و تاریخ سیاسی با ۸۴۱ نفر (۲۵٪) بعد از آن‌ها در اعضای هیئت علمی قرار دارد.